# Mistrovství světa v alpském lyžování 2023 – superobří slalom mužů
Superobří slalom mužů na Mistrovství světa v alpském lyžování 2023 se konal ve čtvrtek 9. února 2023 jako druhý mužský závod světového šampionátu v Courchevelu a Méribelu. Superobří slalom na courchevelské sjezdovce L'Éclipse odstartoval v 11.30 hodin místního času. Do závodu nastoupilo 56 lyžařů z 23 států.
Obhájce světového prvenství Vincent Kriechmayr skončil dvanáctý. Úřadující olympijský vítěz Matthias Mayer ukončil v závěru roku 2022 závodní kariéru. Nejvíce favorizovaný průběžný lídr celého světového seriálu, Švýcar Marco Odermatt, jenž v odjeté části Světového poháru 2022/2023 ovládl čtyři ze šesti Super-G, obsadil 4. místo.

## Medailisté
Mistrem světa se překvapivě stal 25letý James Crawford, který na světových šampionátech získal první medaili. Po  triumfu Erika Guaye ve Svatém Mořici 2017 se stal druhým Kanaďanem, jenž ovládl Super-G. Navázal také na bronz ze superkombinace zimní olympiády 2022.
S minimální ztrátou jedné setiny sekundy vybojoval stříbro 30letý Nor Aleksander Aamodt Kilde, pro nějž to byla první medaile z mistrovství světa. V téže disciplíně dojel třetí na pekingské olympiádě 2022. 
Celkový vítěz Světového poháru 2019/2020 a držitel dvou malých křišťálových glóbů ze Super-G k minimálnímu rozdílu uvedl: „Měl jsem pocit, že jsem trefil 99 procent tratě, ale byla tam jedna zatáčka, kde to úplně nevyšlo.“
Bronz si odvezl 31letý Francouz Alexis Pinturault, který za šampionem zaostal o dvacet šest setin sekundy. Obhájil tak třetí místo z Cortiny d'Ampezzo 2021 a navázal na vítězství z úvodního superkombinačního závodu na probíhajícím šampionátu. Savojský rodák se na probíhající akci stal jediným francouzským medailistou. V rámci mistrovstvích světa vybojoval osmou medaili, z toho sedmou v individuálních závodech.

## Výsledky
| P                                                                                         | SČ  | lyžař                    | stát               | čas             | ztráta          |
| ----------------------------------------------------------------------------------------- | --- | ------------------------ | ------------------ | --------------- | --------------- |
| Zlatá medaile                                                                             | 10  | James Crawford           | Kanada             | 1:07,22         | —               |
| Stříbrná medaile                                                                          | 9   | Aleksander Aamodt Kilde  | Norsko             | 1:07,23         | +0,01           |
| Bronzová medaile                                                                          | 8   | Alexis Pinturault        | Francie            | 1:07,48         | +0,26           |
| 4.                                                                                        | 7   | Marco Odermatt           | Švýcarsko          | 1:07,59         | +0,37           |
| 5.                                                                                        | 14  | Raphael Haaser           | Rakousko           | 1:07,80         | +0,58           |
| 6.                                                                                        | 21  | Marco Schwarz            | Rakousko           | 1:07,81         | +0,59           |
| 7.                                                                                        | 16  | Adrian Smiseth Sejersted | Norsko             | 1:07,84         | +0,62           |
| 8.                                                                                        | 2   | Loïc Meillard            | Švýcarsko          | 1:07,87         | +0,65           |
| 9.                                                                                        | 23  | Brodie Seger             | Kanada             | 1:07,89         | +0,67           |
| 9.                                                                                        | 12  | Andreas Sander           | Německo            | 1:07,89         | +0,67           |
| 11.                                                                                       | 20  | Jeffrey Read             | Kanada             | 1:07,92         | +0,70           |
| 12.                                                                                       | 13  | Vincent Kriechmayr       | Rakousko           | 1:08,09         | +0,87           |
| 13.                                                                                       | 3   | Mattia Casse             | Itálie             | 1:08,32         | +1,10           |
| 14.                                                                                       | 17  | Daniel Hemetsberger      | Rakousko           | 1:08,39         | +1,17           |
| 15.                                                                                       | 18  | Stefan Babinsky          | Rakousko           | 1:08,50         | +1,28           |
| 16.                                                                                       | 34  | River Radamus            | USA                | 1:08,52         | +1,30           |
| 17.                                                                                       | 33  | Kyle Negomir             | USA                | 1:08,70         | +1,48           |
| 18.                                                                                       | 19  | Ryan Cochran-Siegle      | USA                | 1:08,74         | +1,52           |
| 19.                                                                                       | 11  | Stefan Rogentin          | Švýcarsko          | 1:08,78         | +1,56           |
| 20.                                                                                       | 30  | Christof Innerhofer      | Itálie             | 1:08,79         | +1,57           |
| 21.                                                                                       | 5   | Nils Allègre             | Francie            | 1:08,83         | +1,61           |
| 22.                                                                                       | 32  | Elian Lehto              | Finsko             | 1:08,87         | +1,65           |
| 23.                                                                                       | 4   | Blaise Giezendanner      | Francie            | 1:08,88         | +1,66           |
| 24.                                                                                       | 31  | Henrik von Appen         | Chile              | 1:08,90         | +1,68           |
| 25.                                                                                       | 40  | Rok Ažnoh                | Slovinsko          | 1:08,95         | +1,73           |
| 26.                                                                                       | 28  | Guglielmo Bosca          | Itálie             | 1:08,96         | +1,74           |
| 27.                                                                                       | 1   | Romed Baumann            | Německo            | 1:09,10         | +1,88           |
| 28.                                                                                       | 35  | Miha Hrobat              | Slovinsko          | 1:09,15         | +1,93           |
| 29.                                                                                       | 27  | Simon Jocher             | Německo            | 1:09,18         | +1,96           |
| 30.                                                                                       | 26  | Travis Ganong            | USA                | 1:09,36         | +2,14           |
| 31.                                                                                       | 37  | Nejc Naraločnik          | Slovinsko          | 1:09,46         | +2,24           |
| 32.                                                                                       | 41  | Nico Gauer               | Lichtenštejnsko    | 1:09,80         | +2,58           |
| 33.                                                                                       | 39  | Albert Ortega            | Španělsko          | 1:10,06         | +2,84           |
| 34.                                                                                       | 43  | Barnabás Szőllős         | Izrael             | 1:10,07         | +2,85           |
| 35.                                                                                       | 38  | Marco Pfiffner           | Lichtenštejnsko    | 1:10,25         | +3,03           |
| 36.                                                                                       | 47  | Jaakko Tapanainen        | Finsko             | 1:10,39         | +3,17           |
| 37.                                                                                       | 52  | Juhan Luik               | Estonsko           | 1:10,83         | +3,61           |
| 38.                                                                                       | 56  | Calum Langmuir           | Spojené království | 1:10,89         | +3,67           |
| 39.                                                                                       | 46  | Christian Borgnæs        | Dánsko             | 1:11,03         | +3,81           |
| 40.                                                                                       | 48  | Tiziano Gravier          | Argentina          | 1:11,18         | +3,96           |
| 41.                                                                                       | 45  | Owen Vinter              | Spojené království | 1:11,78         | +4,56           |
| 42.                                                                                       | 49  | Elvis Opmanis            | Lotyšsko           | 1:11,88         | +4,66           |
| 43.                                                                                       | 55  | Ivan Kovbasňuk           | Ukrajina           | 1:13,16         | +5,94           |
| 44.                                                                                       | 54  | Lauris Opmanis           | Lotyšsko           | 1:13,64         | +6,42           |
| 45.                                                                                       | 53  | Benjamin Szőllős         | Izrael             | 1:14,60         | +7,38           |
| 46.                                                                                       | 51  | Márton Kékesi            | Maďarsko           | 1:15,52         | +8,30           |
| —                                                                                         | 6   | Dominik Paris            | Itálie             | nedojel do cíle | nedojel do cíle |
| —                                                                                         | 15. | Gino Caviezel            | Švýcarsko          | nedojel do cíle | nedojel do cíle |
| —                                                                                         | 22. | Atle Lie McGrath         | Norsko             | nedojel do cíle | nedojel do cíle |
| —                                                                                         | 24. | Broderick Thompson       | Kanada             | nedojel do cíle | nedojel do cíle |
| —                                                                                         | 25. | Martin Čater             | Slovinsko          | nedojel do cíle | nedojel do cíle |
| —                                                                                         | 29. | Josef Ferstl             | Německo            | nedojel do cíle | nedojel do cíle |
| —                                                                                         | 36. | Jan Zabystřan            | Česko              | nedojel do cíle | nedojel do cíle |
| —                                                                                         | 42. | Sven von Appen           | Chile              | nedojel do cíle | nedojel do cíle |
| —                                                                                         | 44. | Roy-Alexander Steudle    | Spojené království | nedojel do cíle | nedojel do cíle |
| —                                                                                         | 50. | Arnaud Alessandria       | Monako             | nedojel do cíle | nedojel do cíle |
| Závod odstartoval v 11.30 hodin (UTC+1). Teplota vzduchu na startu −10 °C a v cíli −7 °C. |     |                          |                    |                 |                 |